# ピピン3世 (ヴェルマンドワ伯)
ピピン3世（フランス語：Pépin III, 846年ごろ - 893年）は、サンリス伯（2世）およびヴェルマンドワ伯（在位：850年 - 893年）、ヴァロワ領主（在位：877年 - 886年）、のちにヴァロワ伯（在位：886年 - 893年）。
ヴェルマンドワ伯ピピンの息子で、カール大帝の孫であるイタリア王ベルナルドの孫にあたる。兄弟にラン伯ベルナール2世およびヴェルマンドワ伯エルベール1世がいる。
妻については出自も名前も不明である。息子が1人いる。
- ピピン3世（876年 - 922年） - サンリス伯